# ينغي كند (تكاب)
ينغي كند هي قرية في مقاطعة تكاب، إيران. عدد سكان هذه القرية هو 207 في سنة 2006.